# Łukasz Zachariasz
Łukasz Zachariasz (ur. 20 września 1982 w Proszowicach) – polski hokeista, reprezentant Polski.

## Kariera
- Zagłębie Sosnowiec (2001-2003)
- Stoczniowiec Gdańsk (2003-2007)
- Zagłębie Sosnowiec (2007-2008)
- Stoczniowiec Gdańsk (2008-2009)
- Zagłębie Sosnowiec (2010-2013, 2014-2015)
- Nesta Toruń (2015)
- UKH Dębica (2015)
- Zagłębie Sosnowiec (2016)

Wychowanek sosnowieckiego Zagłębia. Absolwent NLO SMS PZHL Sosnowiec z 2001.
Przed rozpoczęciem sezonu 2010/11 wykrytu u niego naczyniaka. Zawodnik przeszedł operację, po której wymagana była rehabilitacja. Celem pomocy finansowej, został zorganizowany mecz charytatywny dla niego. Od czerwca do października 2015 zawodnik Nesty Toruń. Pod koniec 2015 został zawodnikiem UKH Dębica. W 2016 powrócił do Zagłębia, po czym przerwał karierę.
Łukasz Zachariasz w reprezentacji Polski rozegrał 13 spotkań i strzelił jedną bramkę.
W trakcie kariery zyskał pseudonim Zachar. Jego szwagrem został inny hokeista Rafał Twardy.

## Sukcesy
Klubowe
- Złoty medal I ligi: 2015 z Zagłębiem Sosnowiec